# 대흥동성당
대전 대흥동성당은 대전광역시 중구 대흥동에 있는 성당이다. 2014년 10월 30일 대한민국의 국가등록문화재 제643호로 지정되었다.

## 개요
대흥동성당은 1960년대 한국 모더니즘 성당건축의 사례로서, 고딕 양식을 현대적으로 해석한 종탑, 거대한 성당 내부를 기둥없이 구성한 철근콘크리트 구조, 절판 구조의 캔틸레버 캐노피에 의한 정면 주 출입구 디자인 등 1960년대 초기 성당 건축으로서 기술적 가치를 지니고 있다.

## 참고 자료
- 대흥동성당 - 국가유산청 국가유산포털